# Bessie Smith
Bessie Smith (Chattanooga, Tennessee, 15 april 1894 - Clarksdale, Mississippi, 26 september 1937) was een Amerikaans blueszangeres. Ze wordt beschouwd als een van de populairste en succesvolste bluesvertolksters uit de jaren twintig van de 20e eeuw. Haar bijnaam luidt "Empress of Blues". Smith schreef verscheidene bekende bluesnummers, waaronder Backwater Blues en Devil's Gonna Git You.

## Carrière
In 1912 zong ze in dezelfde show als Ma Rainey, die haar onder haar hoede nam. Acht jaar later, in 1920, had ze haar eigen show en was haar naam al gevestigd in een groot deel van het zuiden en oosten van de Verenigde Staten.
In 1923 tekende ze, als een van de eerste bluesartiesten, een platencontract bij Columbia Records. De classic female blues, waarvan ze een belangrijke exponent was, beleefde in die tijd zijn gloriedagen. Met Bessies opname van Alberta Hunters Downhearted Blues werd ze op slag beroemd. Bessie Smith groeide uit tot de best verdienende zwarte artieste van haar tijd. Ze speelde met sommige van de beste musici van de jaren twintig, onder wie Louis Armstrong, James P. Johnson, Joe Smith en Charlie Green.
In 1929 waren de hoogtijdagen voor haar muziekstijl verstreken en raakte haar carrière in het slop. Wel speelde ze dat jaar nog in de film St. Louis Blues. In 1933 nam ze met John Hammond, onder wiens invloed ze had getracht zich meer tot een swingzangeres te ontwikkelen, haar laatste songs op.

## Dood
Op 26 september 1937 raakte Bessie zwaargewond bij een auto-ongeluk, terwijl ze onderweg was op U.S. Route 61 tussen Memphis en Clarksdale met haar minnaar (en oom van Lionel Hampton) Richard Morgan aan het stuur. Ze werd naar het Afro-Amerikaanse ziekenhuis (later geëxploiteerd als Riverside-Hotel aan de oevers van de Sunriver) van Clarksdale gebracht, waar artsen haar rechterarm amputeerden. Uit de narcose van die operatie is ze niet meer bijgekomen. Ze overleed nog dezelfde ochtend. Bessie Smith is 43 jaar geworden. Haar graf bleef lange tijd ongemerkt, totdat Janis Joplin en Juanita Green er tientallen jaren later een steen met inscriptie voor kochten. In Amsterdam werd in 2017 een brug naar haar vernoemd.